# John Trapp
John Quincy Trapp (ur. 11 marca 1948 w Detroit) – amerykański koszykarz występujący na pozycji silnego skrzydłowego, mistrz NBA z 1972 roku.

## Osiągnięcia
NBA
- Mistrz NBA (1972)[1]